# Zoran Ubavič
Zoran Ubavič, né le 28 octobre 1965 à Celje en Yougoslavie (aujourd'hui en Slovénie) et mort le 21 novembre 2015, est un footballeur international slovène, qui jouait en tant qu'attaquant.

## Biographie
Ubavič a passé presque toute sa carrière dans des clubs slovènes, et joua une seule sélection avec l'équipe de Slovénie en 1992.
Ubavič est surtout connu pour avoir fini meilleur buteur de la PrvaLiga lors de la toute première saison de celle-ci, en 1991–92.